# متافسفونیک اسید دی‌کلرید
متافسفونیک اسید دی کلرید (انگلیسی: Methylphosphonic acid dichloride) نوعی ترکیب ارگانوفسفره است که که در جنگ افزارهای شیمیایی نیز استفاده میشود. 